# Im Dahl
Im Dahl ist ein Ortsteil der Gemeinde Schalksmühle im Märkischen Kreis im Regierungsbezirk Arnsberg in Nordrhein-Westfalen (Deutschland).

## Lage und Beschreibung
Der Ortsteil liegt am Westhang des Volmetals nördlich von Dahlerbrück an der Stadtgrenze zu Breckerfeld. Im Laufe der Zeit bildete sich aus der Hofstelle ein größerer Ortsbereich, der heute dem Ortsteil Dahlerbrück zugeordnet ist.
Weitere Nachbarorte auf dem Schalksmühler Gemeindegebiet sind Schlüchtern, Huxhardt, Glör, Haselnbruch, Hüsmecke, Twieströmen, Pulvermühle, Ölken, Am Hagen und über die Volme hinweg Linscheid, Linscheiderbecke, Linscheiderschule und Hellhof, sowie auf Breckerfelder Stadtgebiet Bühren, Oberbühren, Sommerhagen und Stöcken.

## Geschichte
Im Dahl wurde erstmals 1449 urkundlich erwähnt, die Entstehungszeit der Siedlung wird aber für den Zeitraum zwischen 1200 und 1400 gegen Ende der ersten großen mittelalterlichen Rodungsperiode vermutet. Im Dahl ist ein Abspliss von Rotthausen.
Der Ort gehörte bis zum 19. Jahrhundert der Bauerschaft Bühren des Kirchspiels Breckerfeld an. Ab 1816 war der Ort Teil des Landkirchspiels Breckerfeld in der Bürgermeisterei Breckerfeld im Landkreis Hagen, 1818 lebten 23 Einwohner im Ort. Der laut der Ortschafts- und Entfernungs-Tabelle des Regierungs-Bezirks Arnsberg als Hof kategorisierte Ort besaß 1839 sechs Wohnhäuser und zwei landwirtschaftliche Gebäude. Zu dieser lebten 28 Einwohner im Ort, allesamt evangelischen Bekenntnisses.
Der Ort ist auf der Preußischen Uraufnahme von 1840 als Dahl verzeichnet. Ab der Preußischen Neuaufnahme von 1892 ist der Ort auf Messtischblättern der TK25 als Im Dahl verzeichnet.
Die Gemeinde- und Gutbezirksstatistik der Provinz Westfalen führt 1871 den Ort als Hof unter dem Namen im Dahl mit sechs Wohnhäusern und 39 Einwohnern auf. Das Gemeindelexikon für die Provinz Westfalen gibt 1885 für Im Dahl eine Zahl von 65 Einwohnern an, die in sechs Wohnhäusern lebten. 1895 besitzt der Ort sieben Wohnhäuser mit 55 Einwohnern.
Die Landgemeinde Breckerfeld mit Im Dahl wurde 1899 mit der Stadtgemeinde Breckerfeld zu der erweiterten Stadt Breckerfeld vereinigt. 1905 werden elf Wohnhäuser und 110 Einwohner angegeben.
Am 1. Januar 1970 wurde im Rahmen der kommunalen Neugliederung in Nordrhein-Westfalen durch das Gesetz zur Neugliederung des Ennepe-Ruhr-Kreises der Ortsbereich Im Dahl von Breckerfeld abgespalten und in Schalksmühle eingemeindet. Seitdem gehört der Ort politisch zu Schalksmühle, das 1975 auf Grund des Sauerland/Paderborn-Gesetzes Teil des neu geschaffenen Märkischen Kreises wurde.